# Mandil ibne Abderramão
Mandil ibne Abderramão, Abederramão, Abderramane ou Abederramane (Mandil ibne Abd al-Rahman) foi emir dos Banu Mandil, uma família magraua, que governou a região do rio Chelife de do fim do século XII até sua morte em 1226.

## Vida
Mandil era filho de Abderramão ibne Abu Nas e o fundador epônimo da família nobre magraua que reinou sobre territórios banhados pelo Chelife, no Magrebe Central. Em seu tempo, conquistou Uarsenis, Medea e a fértil planície de Mitija, que devastou com inabalável zelo pró-almóada, os seus senhores. Também fundou a fortaleza de Marate sobre o Riu (Uádi Raiu), um tributário do Chelife. Tempos depois, perdeu Mitija para os Banu Gania e cerca de 1226, Iáia ibne Gania matou-o.